# Puente de Zelanda
El puente de Zelanda (en neerlandés: Zeelandbrug) es el puente más largo en los Países Bajos. El puente atraviesa el estuario del Escalda Oriental. Conecta a las islas de Schouwen-Duiveland y Noord-Beveland en la provincia de Zelanda.
El puente de Zelanda fue construido entre 1963 y 1965. En el momento de su finalización, fue el puente más largo de Europa. Tiene una longitud total de 5022 metros, y consta de 48 vanos de 95 metros, dos vanos de 72,5 metros y un puente móvil con un ancho de 40 metros.
La provincia de Zelanda pagó por la construcción del puente, y los costos fueron recuperados con el cobro de peajes los primeros 30 años.